# Stüsslingen
Stüsslingen es una comuna suiza del cantón de Soleura, ubicada en el distrito de Gösgen. Limita al norte con la comuna de Rohr, al este con Erlinsbach, al sur con Niedergösgen, y al oeste con Lostorf.

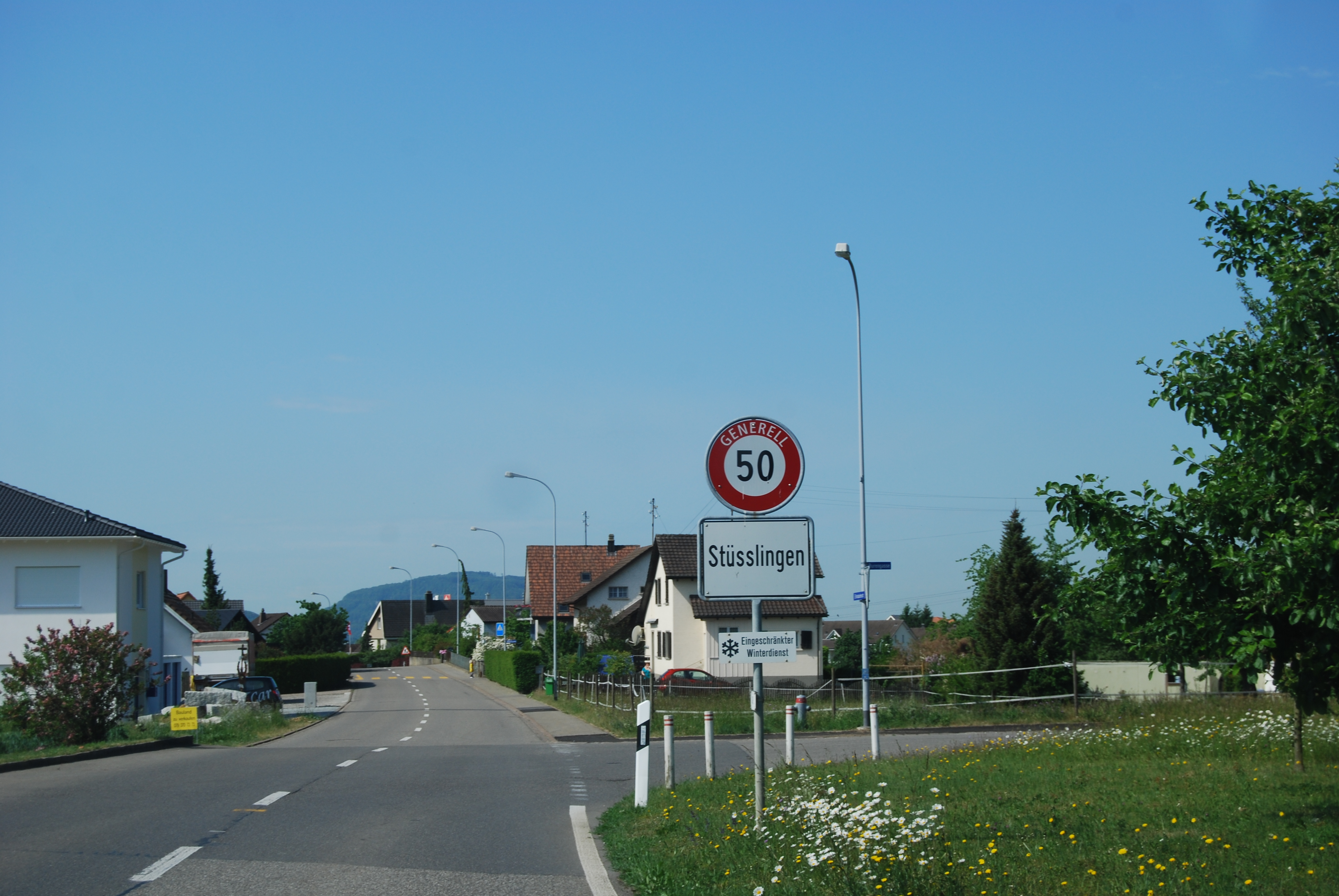
Stüsslingen